# PW-Sat2
PW-Sat2 – polski sztuczny satelita typu CubeSat 2U, zaprojektowany i zbudowany przez członków Studenckiego Koła Astronautycznego przy Politechnice Warszawskiej, który 3 grudnia 2018 roku został umieszczony na orbicie na pokładzie rakiety Falcon 9. Satelita został w pełni zintegrowany w lutym 2018 roku. Głównym celem misji jest przetestowanie specjalnego żagla, jako taniego i dostępnego dla każdego satelity sposobu deorbitacji. Jego otwarcie nastąpiło 29 grudnia 2018 roku. Satelita zdeorbitował 23 lutego 2021 roku po 813 dniach na orbicie. Zespół udostępnia dokumentację techniczną satelity na stronie internetowej projektu.

## Historia projektu
Pomysł wykorzystania żagla jako systemu deorbitacyjnego pojawił się wśród studentów Politechniki Warszawskiej w 2004 roku podczas projektowania satelity PW-Sat. Wówczas zdecydowano się ostatecznie na wykorzystanie rozkładanego ogona pokrytego elastycznymi ogniwami fotowoltaicznymi. Od tego czasu przeprowadzono testy bardziej skomplikowanego rozwiązania, jakim była konstrukcja przypominająca żagiel. W 2013 roku – kilka miesięcy po umieszczeniu PW-Sata na orbicie – grupa studentów ze Studenckiego Koła Astronautycznego postanowiła wykorzystać wówczas zdobyte doświadczenie i zbudować dwa razy większego satelitę w standardzie CubeSat 2U, który przetestowałby rozkładany żagiel deorbitacyjny oraz kilka innych rozwiązań: czujnik Słońca, rozkładane panele słoneczne oraz kamerę do obserwacji momentu otwarcia żagla. Projekt PW-Sat2 rozpoczął się oficjalnie 4 stycznia 2013 roku i początkowo miał trwać około 2,5 roku.
Głównym celem projektu była edukacja młodej kadry inżynierów kosmicznych. Od początku projektu pracowało w nim w sumie ponad 100 studentów, a pod koniec projektu zespół liczył 30 osób. Kilkunastu studentów napisało prace dyplomowe powiązane z projektowaniem ładunków użytecznych oraz znalazło zatrudnienie w sektorze kosmicznym. Początkowe finansowanie w przypadku satelity PW-Sat2 było realizowane z programu PECS Europejskiej Agencji Kosmicznej. Koszt umieszczenia satelity na orbicie, który wyniósł 135 tys. euro, pokryło Ministerstwo Nauki i Szkolnictwa Wyższego.
Logo projektu zostało wyłonione w drodze otwartego konkursu, zakończonego 15 listopada 2013, a jego autorem jest Krzysztof Karaś. Podczas przeglądu założeń i projektu koncepcyjnego misji (ang. Preliminary Requirements Review) na początku 2014 roku, zrezygnowano z jednej kamery skierowanej w kierunku Ziemi oraz anteny operującej w pasmie S. Pozostawiono kamerę przeznaczoną do obserwacji otwarcia „żagla deorbitacyjnego” na orbicie.
W styczniu 2016 roku projekt otrzymał dofinansowanie w wysokości 180 tys. euro od Ministerstwa Nauki i Szkolnictwa Wyższego na wysłanie satelity w kosmos. Pieniądze zostały przekazane w ramach zwiększonej składki do Europejskiej Agencji Kosmicznej opłacanej przez Ministerstwo Rozwoju. Budowa satelity i testy sfinansowane zostały ze środków Ministerstwa Nauki i Szkolnictwa Wyższego, Politechniki Warszawskiej, Wydziału Mechanicznego Energetyki i Lotnictwa oraz sponsorów (Future Processing i FP Instruments, PGNiG i innych).
26 października 2016 podpisano kontrakt na wyniesienie satelity na orbitę z firmą Innovative Space Logistics. W listopadzie 2017 roku żagiel deorbitacyjny przeszedł pomyślnie testy w wieży zrzutów Drop Tower w Bremie. W marcu 2018 roku zespół studentów ogłosił, że satelita jest całkowicie zintegrowany i oczekuje na ostatnie testy przed startem na pokładzie rakiety Falcon 9. Satelita PW-Sat2 został zintegrowany 26 lipca 2018 roku z zasobnikiem (QuadPackiem), w którym znajdował się podczas startu rakiety. Razem z satelitą PW-Sat2 w zasobniku umieszczony został niemiecki CubeSat MOVE-II. Start, który wielokrotnie przekładano, nastąpił 3 grudnia 2018 roku z terenu bazy Vandenberg w USA. Rakietą nośną dla satelity był Falcon 9.

## Przebieg misji
Satelita PW-Sat2 został wyniesiony na orbitę 3 grudnia 2018 roku na pokładzie rakiety Falcon 9 podczas misji Spaceflight SSO-A: SmallSat Express. Na pokładzie rakiety wraz z satelitą PW-Sat2 znajdowały się 63 inne urządzenia. Pierwsze minuty lotu satelitów na orbicie minęły na procesie separacji poszczególnych adapterów startowych (tzw. FreeFlyer) od górnego stopnia rakiety Falcon 9. Około 45 minuty lotu nastąpiło odłączenie ostatniego z nich, w którym znajdował się PW-Sat2. Około 10 minut po północy polskiego czasu satelita został uwolniony z zasobnika i 40 minut później zaczął nadawać sygnał na Ziemię. Pierwsze informacje o odebranych danych z satelity przez radioamatorów ze Stanów Zjednoczonych pojawiły się nad ranem, a około godziny 9 zarejestrowane zostały pierwsze dane telemetryczne w Gliwicach w stacji naziemnej Future Processing i w Warszawie na Wydziale Elektroniki i Technik Informacyjnych PW.

### Początek

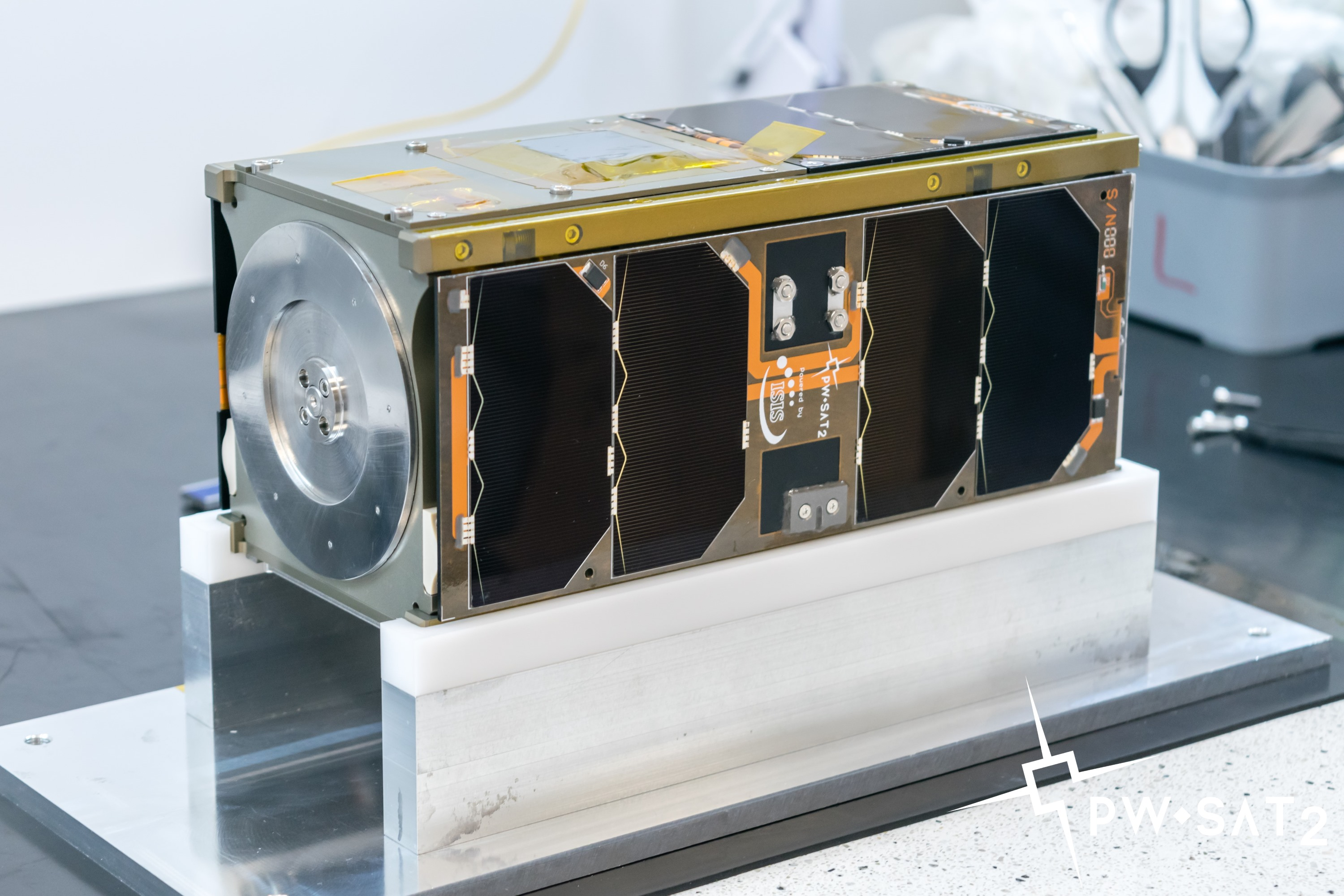
W pełni zintegrowany satelita PW-Sat2

Dwustronną łączność z satelitą udało się nawiązać kilkanaście godzin po wyniesieniu na orbitę. Około godziny 10 polskiego czasu 4 grudnia 2018 r. urządzenie po raz pierwszy odpowiedziało na komendę z Ziemi. Satelita przesłał na Ziemię pierwsze fotografie wykonane za pomocą jednej z kamer na pokładzie 5 grudnia 2018 r. Zdjęcia odebrane zostały za pomocą stacji naziemnych w Warszawie na Wydziale Elektroniki i Technik Informacyjnych, w Gliwicach w siedzibie Future Processing oraz przez radioamatorów, którzy przesłali odebrane dane do aplikacji dla radioamatorów.

### Okres przed otwarciem żagla deorbitacyjnego
Trzy tygodnie głównego okresu misji satelity PW-Sat2 były udane. Zespołowi OPER (grupie operującej satelitą podczas jego misji) udało się pomyślnie zrealizować wszystkie zaplanowane na ten czas zadania. Zespół nawiązał stabilną łączność, sprawdził stan platformy (podstawowych systemów takich jak zasilanie czy komunikacja) oraz instrumentów ładunku użytecznego (ang. payload). Bezpieczne i udane przejście tej fazy misji, a także korzystne warunki termiczne, dodatni budżet mocy (tzn. panele słoneczne dostarczały więcej energii niż satelita zużywał) oraz dobra łączność radiowa pozwoliły na wykonanie wszystkich eksperymentów z planu misji. W skład misji podstawowej satelity wchodziły przede wszystkim testy związane z czujnikiem Słońca oraz kamerami na pokładzie satelity. Dzięki stosunkowo dużej liczbie sesji komunikacyjnych oraz wsparciu radioamatorów z całego świata udało się przyspieszyć realizację kilku serii tych eksperymentów. Dane zebrane z czujnika Słońca oraz innych podsystemów były analizowane na bieżąco.

### Otwarcie żagla deorbitacyjnego

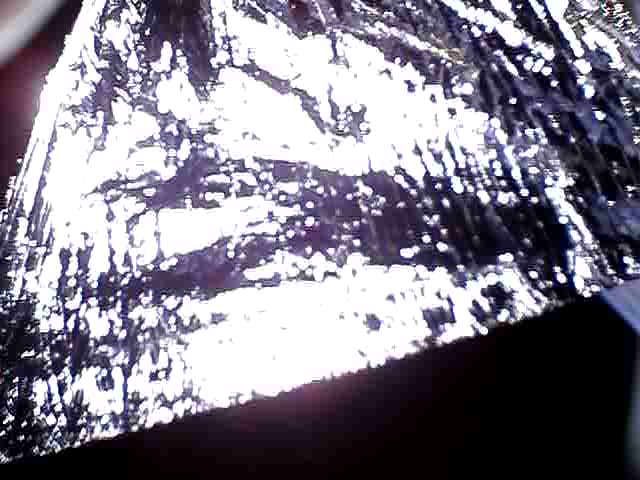
Zdjęcie fragmentu otwartego żagla deorbitacyjnego satelity PW-Sat2 wykonane za pomocą kamery na jego pokładzie tuż po otwarciu żagla 29 grudnia 2018 roku

PW-Sat2 rozłożył żagiel deorbitacyjny 29 grudnia 2018 roku tuż przed godziną 11.00. Ze względu na szybszy niż zakładano przebieg misji zdecydowano się na wcześniejsze otwarcie systemu. Na komendę otrzymaną ze stacji naziemnej satelita uruchomił mechanizm zwalniający żagiel deorbitacyjny. Chwilę później operatorzy analizujący dane telemetryczne satelity mogli potwierdzić, że żagiel został skutecznie otwarty w kosmosie. Dowiodły tego zdjęcia i film poklatkowy z otwarcia żagla oraz dane telemetryczne nadesłane z pokładu satelity. Stan deorbitacji satelity można było śledzić na codziennie aktualizowanej stronie.

### Okres po otwarciu żagla deorbitacyjnego
Kilka dni po otwarciu żagla deorbitacyjnego zauważono uszkodzenia materiału żagla, które zmniejszyły efektywność deorbitacji. Szacowany czas przebywania na orbicie wydłużył się w związku z tym z ok. 1 roku do 2 lat.
W lutym oraz marcu niekorzystna orientacja satelity względem Słońca lub zacienienie paneli spowodowane obecnością żagla deorbitacyjnego spowodowały, że budżet mocy stał się ujemny. Okresowo wykonywane były fotografie za pomocą kamer pokładowych, co umożliwiało śledzenie degradacji żagla deorbitacyjnego. Badana była także przyjęta dawka promieniowania kosmicznego za pomocą instrumentu RadFET. Na komputer pokładowy satelity 17 marca 2019 roku zostało wgrane nowe oprogramowanie pozwalające na oszczędzanie energii. Po okresie spędzonym w trybie deep sleep satelita mógł zostać przełączony na poprzednie oprogramowanie zawierające wszystkie funkcje.

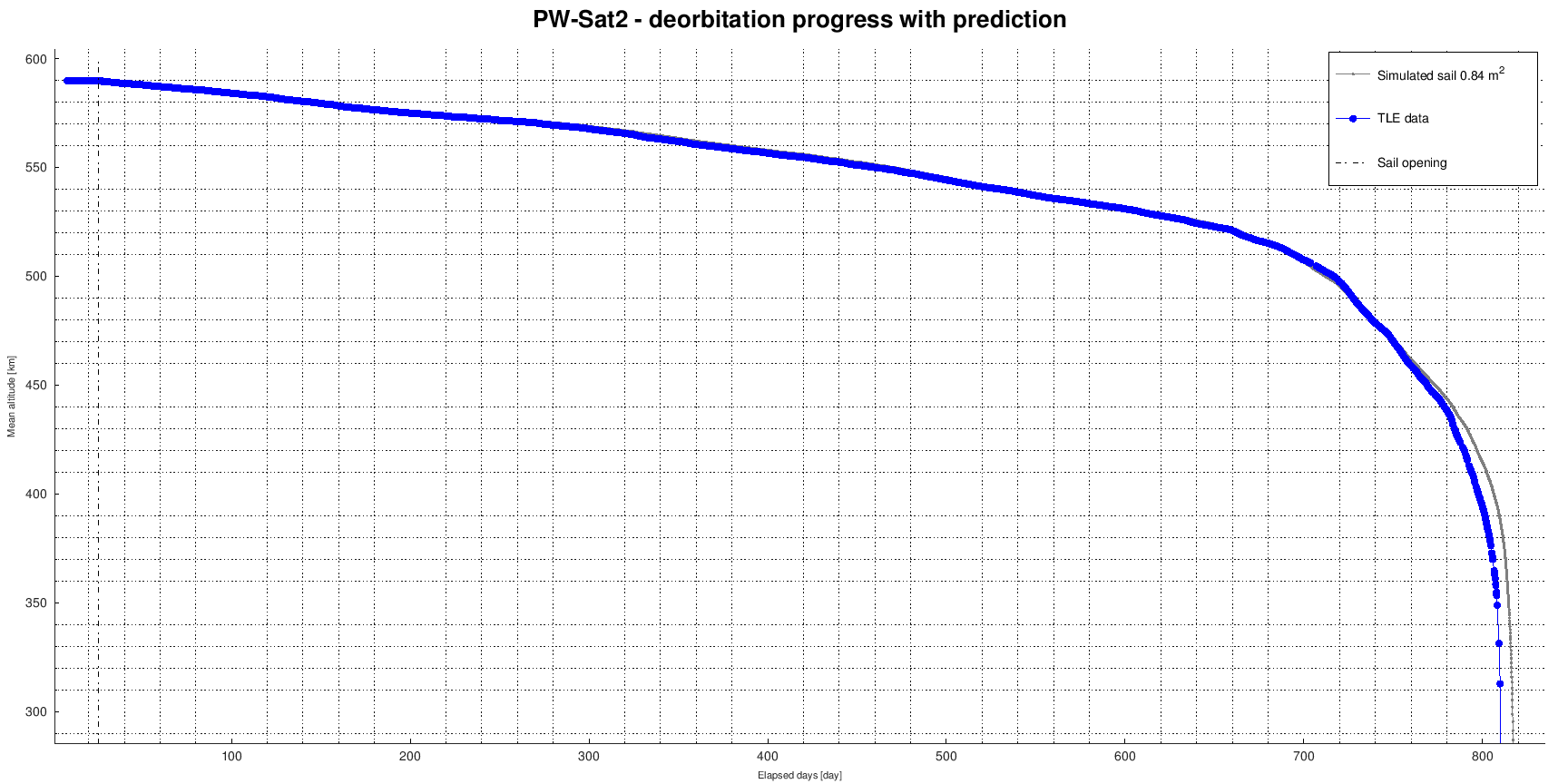
Przebieg deorbitacji satelity PW-Sat2 wraz z predykcją

### Deorbitacja
Zgodnie z przewidywaniami zespołu satelita PW-Sat2 po 813 dniach na orbicie zakończył swoją misję i 23 lutego 2021 r. uległ deorbitacji. Satelita całkowicie spłonął w atmosferze Ziemi.
Satelita do końca misji pozostawał w pełni operacyjny, a na ostatnich fotografiach z 20 lutego widać, że żagiel pozostawał w dobrej kondycji. Ostatnia sesja komunikacyjna miała miejsce w nocy 22/23 lutego, gdy satelita znajdował się na wysokości poniżej 275 km. Dokładnie o godzinie 00:14:14 stacja naziemna w Gliwicach odebrała ostatnią ramkę radiową z PW-Sata2 z żartobliwym komunikatem:
```
Goodbye PW-Sat2 and youtu.be/dQw4w9WgXcQ
```

Deorbitacja nastąpiła najprawdopodobniej rankiem 23 lutego 2021 r. Żagiel deorbitacyjny obniżył orbitę satelity z pierwotnej wysokości 590 km w 2 lata 1 miesiąc i 24 dni.

## Eksperymenty
Poniższe elementy są w całości projektami studentów pracujących nad satelitą PW-Sat2. Zastosowane i przetestowane rozwiązania w zamierzeniu studentów mają zostać udostępnione publicznie.

### Żagiel deorbitacyjny
Satelita PW-Sat2 na swoim pokładzie miał konstrukcję przypominającą żagiel wykonaną ze sprężyn płaskich oraz folii mylarowej.
System składa się z mechanizmu otwierającego i wysuwającego żagiel na odległość ok. 20 cm za satelitę oraz rozwijanej struktury żagla. Kwadratowy żagiel, początkowo nawinięty na jego trzpień, po rozłożeniu ma powierzchnię 4 m². Zamknięty moduł ma wymiary 8 × 8 × 5 cm i mieści się w jednej czwartej objętości satelity. Kamera do obserwacji żagla (CAM2) o polu widzenia ok. 65° umieszczona została pod jedną z otwieranych ścian satelity. Po niepowodzeniu zdalnego otwarcia ogona podczas misji pierwszego PW-Sata zespół zdecydował się na użycie automatycznego trybu otwierania struktury deorbitacyjnej. W przypadku problemów z komunikacją po ustalonym czasie satelita uruchomi procedurę automatycznego wykonania misji. Według analiz zespołu czas deorbitacji satelity PW-Sat2 z orbity o wysokości ok. 575 km wyniesie ok. roku. W przypadku orbity o wysokości ok. 780 km przy otworzonym żaglu deorbitacyjnym czas może skrócić się z około 25 lat do mniej niż 2 lat, jednak wpływ na to ma wiele czynników takich jak ruchy satelity czy aktywność słoneczna.

### Czujnik Słońca
PW-Sat2 został wyposażony w dwuosiowy czujnik Słońca służący do wyznaczenia orientacji satelity w przestrzeni. Elementy światłoczułe, określające natężenie padającego na nie światła, rozmieszczone są na czterech ściankach czujnika. W tym samym czasie promienie słoneczne padają na każdą ze ścianek pod różnym kątem, co pozwala określić pozycję Słońca. Na podstawie pomiarów natężenia promieni słonecznych padających na każde z ogniw komputer pokładowy określa położenie satelity w układzie związanym z satelitą. Teoretyczna dokładność takiego rozwiązania to ok. 0,1°-1.0°. Na pokładzie satelity znalazł się również komercyjnie dostępny czujnik Słońca w celu porównania odczytów. Projekt jest pracą inżynierską jednego z członków zespołu.

## Systemy podstawowe
Większość z poniższych systemów jest autorskimi rozwiązaniami studentów, a w części z nich zostały wykorzystane rozwiązania dostępne komercyjnie.

### Rozkładane panele słoneczne
Otwarcie paneli pozwala na zwiększenie aktywnej powierzchni paneli fotowoltaicznych. Był to projekt realizowany w ramach pracy dyplomowej jednego ze studentów. Specjalne zawiasy muszą być odpowiednio wytrzymałe, by utrzymać panele podczas ich otwierania, ale również wystarczająco lekkie i małe, by zmieściły się w strukturze nanosatelity. Panele w pozycji złożonej utrzymywane są za pomocą linki Dyneema, która po przepaleniu powoduje ich otwarcie. Linka przepalana jest za pomocą rezystorów, znajdujących się na podsystemie PLD.

### System wyznaczania i kontroli orientacji przestrzennej
System składa się z kilku głównych elementów: trójosiowego czujnika magnetycznego, żyroskopu oraz aktuatorów magnetycznych (cewek). Głównym zadaniem systemu wyznaczania i zmiany orientacji (Attitude Determination and Control System – ADCS) w satelicie PW-Sat2 jest zmniejszenie prędkości obrotowej satelity do akceptowalnych wartości. Jedynym czujnikiem, z którego korzysta ADCS jest trójosiowy magnetometr MEMS. Na pokładzie znajdują się inne czujniki (żyroskop trójosiowy oraz czujniki określające orientację do Słońca), ale nie są one wykorzystywane przez algorytmy wbudowane w ADCS. Mogą one służyć jako dodatkowa informacja dla zespołu w stacji naziemnej.

### Układ zasilania
System zasilania zarządza energią na pokładzie, decyduje o uśpieniu satelity przy niedoborze mocy i ponownym uruchomieniu (EPS). Dwanaście trójzłączowych ogniw fotowoltaicznych przetwarza energię słoneczną na elektryczną. Następnie jest odbierana ona przez układy przetwornic impulsowych, umożliwiających uzyskanie wysokiej sprawności. Otrzymana w ten sposób energia jest magazynowana w akumulatorach litowo-jonowych.
System zasilania został w pełni opracowany przez studentów, biorących udział w projekcie PW-Sat2. Na stronie organizacji PW-Sat2 w serwisie GitHub dostępne są źródła projektu elektroniki, oraz oprogramowania.

### Komputer pokładowy
Wszystkie podsystemy na pokładzie PW-Sat2 sterowane są przez komputer pokładowy (On-board Computer – OBC). OBC przetwarza telekomendy odebrane z Ziemi, monitoruje aktualny stan satelity, automatycznie wykonuje zaplanowane zadania oraz zbiera dane telemetryczne ze wszystkich podsystemów i obraz z kamer. Oparty jest na platformie CubeComputer V3 firmy CubeSpace, która bazuje na mikrokontrolerze EFM32 (ARM Cortex-M3). Dane przechowywane są w zewnętrznej pamięci Flash, która znajduje się na płytce Payload’u (PLD). Oprogramowanie komputera pokładowego satelity PW-Sat2 jest otwarte i jego źródła dostępne są na GitHubie.

### Moduł komunikacji
System odpowiedzialny za odbieranie sygnału z anten, przygotowanie i przekazanie go do OBC. Główna stacja naziemna znajduje się na Wydziale Elektroniki i Technik Informacyjnych Politechniki Warszawskiej.
PW-Sat2 komunikuje się ze stacją naziemną w pasmach amatorskich 2 m i 70 cm. Satelita został wyposażony w nadajnik/odbiornik full duplex TRxVU Rev. B, firmy Innovative Solutions in Space BV, pracujący w paśmie amatorskim (odpowiednio UHF/VHF) oraz zestaw anten dipolowych o polaryzacji liniowej. Moc nadajnika wynosi 27 dBm (0.5 W), a przepływność jest regulowana w zakresie od 1200 bps do 9600 bps. Zastosowano modulację BPSK, scrambling zgodny z modemem projektu G3RUH, a dane przesyłane są w ramkach AX.25. Skoordynowana częstotliwość dla łącza w dół dla satelity PW-Sat2 to 435.275 MHz. Domyślnie nadaje on sygnał z przepływnością 1200 bps, która może zostać zmieniona przez zespół operatorów satelity w celu przesłania większej ilości danych (w zależności od rzeczywistego budżetu mocy łącza radiowego).
Zespół udostępnił zestaw aplikacji do dekodowania ramek telemetrycznych satelity oraz ich kod źródłowy na GitHubie.

### System kontroli termicznej
Podczas projektowania misji przeprowadzono liczne symulacje pozwalające określić optymalne parametry projektu takie jak rozmieszczenie płytek elektronicznych wewnątrz struktury, wykorzystanie radiatorów do odprowadzania ciepła czy maksymalny czas wystawienia elektroniki na działanie promieni słonecznych w próżni.